# Capreae
Capreae (łac. Dioecesis Capritanus) – stolica historycznej diecezji w Italii erygowanej w roku 987, a włączonej w roku 1818 w skład diecezji Sorrento.
Współczesne miasto Capri w prowincji Neapol we Włoszech. Obecnie katolickie biskupstwo tytularne ustanowione w 1968 przez papieża Pawła VI.

## Biskupi tytularni
| Lp. | Biskup            | Funkcja                                | Od               | Do               |
| --- | ----------------- | -------------------------------------- | ---------------- | ---------------- |
| 1   | Timothy Manning   | arcybiskup koadiutor Los Angeles (USA) | 26 maja 1969     | 21 stycznia 1970 |
| 2   | Stanley Schlarman | biskup pomocniczy Belleville (USA)     | 13 marca 1979    | 1 marca 1983     |
| 3   | William Levada    | biskup pomocniczy Los Angeles (USA)    | 25 marca 1983    | 1 lipca 1986     |
| 4   | Dino Monduzzi     | prefekt Domu Papieskiego               | 18 grudnia 1986  | 21 lutego 1998   |
| 5   | Luigi Sposito     | urzędnik Kurii Rzymskiej               | 28 lutego 1998   | 11 czerwca 2004  |
| 6   | Leopoldo Girelli  | nuncjusz apostolski                    | 13 kwietnia 2006 |                  |